# Summa
La summa  (o summae) è un genere letterario sviluppatosi nel medioevo, consistente in esposizioni sintetiche di questioni di diritto. Molto importanti sono anche le  summae nell'ambito della teologia e la filosofia. Si scrivevano sempre in lingua latina e il genere ebbe il suo splendore durante il Medioevo.

## Lesummaegiuridiche

### La nascita
La summa è una forma letteraria che si è sviluppata partendo dalla metodologia della glossa, che evolvendosi ha portato a nuovi generi letterari autonomi. Si possono delineare due linee evolutive che, partendo dalle glosse di similia e di contraria, sfociano rispettivamente nelle forme letterarie della summa e della quaestio legittima.
La summa nasce a partire dalle scuole minori di diritto, così chiamate non per sminuirne la loro importanza, ma, per differenziarle dallo Studium bolognese.
Le scuole minori si posero l'obiettivo di fornire ai propri studenti, nonché ai professionisti del diritto, gli strumenti utili a comprendere il diritto giustinianeo; per raggiungere questo fine, nacque la moda di compiere esposizioni sistematiche, semplici e rapide, dell'intera opera, dando così origine al genere letterario denominato summa.
La summa si sviluppò molto nelle scuole civilistiche della Francia provenzale, ed ebbe ad oggetto in particolar modo il Codice giustinianeo e le Istituzioni di Giustiniano. Il Digesto fu, invece, trattato nelle opere di manualistica.

### Lesummaedi maggior rilievo
Tra le summe di maggiori rilievo vi è sicuramente la Summa Codicis, opera di Azzone da Bologna erroneamente attribuita al giurista Rogerio, e la Summa Codicis scritta in lingua provenzale e conosciuta comunemente come Lo Codi. La summa provenzale fu subito portata in Italia e tradotta in latino da Riccardo Pisano, a dimostrazione del legame che unisce la Provenza con la Toscana.

### Differenze trasummaeglossa
A differenza della glossa, sia essa di tipo interlineare o marginale, la summa effettua un'analisi sistematica dell'intera opera, in modo semplice e rapido, mentre la glossa analizza solo un frammento dell'opera, esempio una parola o una frase. Per questo motivo, diversi maestri scolastici preferiscono la summa, per esempio Azzone da Bologna (appartenente alla Scuola dei glossatori), altri la glossa come nel caso di Irnerio.

## Lesummaenella teologia e la filosofia
L'istruzione della teologia e della filosofia nel medioevo si sviluppava in due maniere: La lectio e la disputatio:
- La lectio (lezione), molto simile a una classe attuale, consisteva nel commento da parte di un professore di sentenze e detti di autori famosi e riconosciuti come, per esempio, le opere di Aristotele o di Boezio oppure le Sentenze di Pietro Lombardo.
- La disputatio (disputa), più informale della lectio, era un vero dialogo fra maestri ed allievi, dove si difendevano degli argomenti a favore ed in contra di una tesi qualsiasi.

Di questi due metodi scolari sorsero le sue rispettive forme letterarie:
- Della lectio nacquero i Commentaria (comentari); e de questi nacquero le Summae (summe), più libri, autonomi e sistematiche che i Commentaria.
- Della disputatio nacquero le Quaestiones disputatae (questioni disputate), che raccolgono il materiale delle dispute che avevano luogo ogni due settimane, e i Quodlibetalia (questioni aleatorie), che raccolgono le dispute che avevano luogo in Natale ed in Pasqua. Questa metodologia delle disputationes servì de modello tecnico alle famose Summae medievali.[1]

## Summaeliturgiche
La forma letteraria della Summa trova, nel periodo medievale, anche il suo impiego nella redazione di trattati liturgici che si pongono nella linea evolutiva dei Commentari (esempi di questi sarebbero le opere liturgiche di Isidoro di Siviglia e di Amalario di Metz)liturgici tardo antichi e alto medievali che, a loro volta, compaiono come sviluppo degli scritti mistagocigi patristici.
La fine delle Summae liturgiche, grossomodo, può essere identificata con il loro confluire nel Rationale divinorum officiorum di Guglielmo Durante. Questa "fine" coincide anche con il loro essere tramandate per secoli seppur, molto spesso, senza la citazione delle fonti da cui i testi del Rationale erano presi.
Alcune di esse sono:
- Summa de officiis ecclesiasticis di Guglielmo di Auxerrre
- Tractatus de officiis di Prepositino da Cremona
- Mitrale seu de officiis ecclesiasticis summa di Siccardo da Cremona
- Summa de officiis ecclesiasticis di Giovanni Beleth
- De mysteriis ecclesie per anni circulum di Pierre de Roissy
- De divinis officiis di Ruperto di Deutz
- De sacrosancto altaris mysterium di Innocenzo III
- De officio missae di Bernone di Reichnau
- Micrologus de ecclesiasticis observationibus di Bernoldo di Costanza
- De officiis ecclesiasticis di Giovanni di Avranches
- Versus de mistero Missae di Ildebrando di Lavardin
- De Sacramentis christianae fidei di Ugo di San Vittore

## Summe teologiche importanti
Furono compilate all'incirca sessanta summe. Fra queste le più importanti erano le seguenti:
- Simone de Tournai, Summa o Institutione in sacram paginam, 1165.
- Prepositino da Cremona, Summa de officiis e Summa de poenitentia.
- Guglielmo d'Auxerre, Summa Aurea, 1220.
- San Tommaso d'Aquino, Summa Theologiae, 1274.
- San Tommaso d'Aquino, Summa contra Gentiles.
- Alessandro di Hales, Summa Theologiae, s. XIII.
- Gerardo da Bologna, Summa Theologiae, 1317.
- Francesc Eiximenis, Summa Theologica (frammenti). S. XIV.